# Paul Farrugia
Paul Farrugia (ur. 5 lutego 1967) – maltański zapaśnik walczący w stylu wolnym. Olimpijczyk z Seulu 1988, gdzie zajął 22. miejsce w wadze piórkowej.
Zajął siedemnaste miejsce na mistrzostwach Europy w 1988. Brązowy medalista mistrzostw Wspólnoty Narodów w 1989 roku.
Jego brat Stephen Farrugia był judoką i olimpijczykiem z tych samych igrzysk.

## Letnie Igrzyska Olimpijskie 1988
| Konkurencja      | Rundy eliminacyjne   | Rundy eliminacyjne  | Klas. końcowa |
| Konkurencja      | Przeciwnik I         | Przeciwnik II       | Miejsce       |
| ---------------- | -------------------- | ------------------- | ------------- |
| 62 kg styl wolny | Akbar Fallah (IRI) P | Ludwig Küng (SUI) P | 22.           |